# Kanungu (plaats)
Kanungu is de hoofdplaats van het district Kanungu in het zuidwesten van Oeganda.
Kanungu telde in 2002 bij de volkstelling 11.949 inwoners.